# Famista 64
A Famista 64, más címen Family Stadium 64 1997-ben megjelent baseball-videójáték, melyet a Namco fejlesztett és jelentetett meg Japánban Nintendo 64-re. A játékosok a tizennégy választható csapat egyikét irányítva, melyek között valós és kitalált alakulatok is szerepelnek, a valós baseballhoz hasonlóan a dobó-, ütő- és védőjátékok folyamán több futást kell szerezniük az ellenfelüknél. A 64 a Family Stadium sorozat tizenkettedik tagja, az eredeti Pro jakjú Family Stadium háromdimenziós újragondolása.
A Famista 64 volt a Namco első olyan videójátéka 1994 óta, amely egy Nintendo-platformra is megjelent; a két vállalat között az 1980-as évek végétől kezdődően számos hosszas vita alakult ki, melynek eredményeként a Namco a Sonyt és a konzolját, a PlayStationt kezdte előnyben részesíteni, annak egyik legdominánsabb külsős fejlesztőjéve válva. A játék a Namco Museum 64 és a Ms. Pac-Man Maze Madness átiratával karöltve egyike volt azon három játéknak, melyet a cég Nintendo 64-re megjelentetett, illetve az egyetlen, melyet ezek közül Japánban is forgalomba hozott. A játék eredetileg a World Stadium 64 címet kapta és a World Stadium sorozaton alapult, melyre a Namco a Family Stadium társsorozatának és játéktermi megfelelőjének tekint. A játéknak ugyan bejelentettek egy észak-amerikai kiadását, azonban az végül nem jelent meg.
Annak ellenére, hogy a játék kereskedelmi siker lett, azonban az egyszerű játékmenete és az újrajátszhatósági faktor hiánya miatt a kritikusok megosztott vagy negatív fogadtatásban részesítették, különösképp a tengerentúli ítészek. Számos elemző azért is csalódásnak adott okot, amiért a Namco úgy döntött, hogy a platformra készült első címüknek egy sportjátékot készítettek és nem az egyik legsikeresebb PlayStation-játékukat, azon belül is nem a Tekken sorozatot írták át. A kritika ellenére a Famista 64 fontos játéknak bizonyult a Namco számára, hiszen hozzájárult ahhoz, hogy a vállalat megfontolta, hogy visszatér a Nintendo hardverekre. A sorozat következő tagja, a Family Stadium Advance 2002-ben jelent meg.

## Játékmenet

Képernyőkép a játékból

A Famista 64 baseball-videójáték. A játékosoknak a tizennégy választható csapat egyikét irányítva, melyek között tizenkettő licencelt Nippon Professional Baseball- és kettő kitalált alakulat szerepel, a valódi baseballhoz hasonlóan a dobó-, ütő- és védőjátékok folyamán több futást kell szerezniük az ellenfelüknél. Saját csapatok létrehozására is lehetőség van, melyeket a többi csapatban szereplő játékosokkal lehet feltölteni.
A Famista 64 a sorozat többi tagjához hasonlóan korábban megjelent Namco-videójátékokon alapuló baseballozók és stadionok is szerepelnek. A játék egyik kitalált csapata, a Namco Stars más Namco-címek, így a Pac-Man, a Xevious, a Dig Dug, a Toy Pop, a Ridge Racer és a NebulasRay szereplőivel van feltöltve. Több stadion is bizonyos Namco-játékon, egész pontosan a Xeviouson és a Pac-Manen alapul.

## Fejlesztés és megjelenés
A Famista 64-et a Namco első Nintendo 64-játékaként jelentették be; a vállalat nem válaszolt a sajtónak arról, hogy fog e további játékokat is készíteni a konzolra. A játékot 1997. november 28-án jelentette meg Nintendo 64-re, kizárólag Japánban. A Famista 64 a vállalat régóta futó Family Stadium sorozatának tizenkettedik játéka, a franchise első tagjának, a Pro jakjú Family Stadiumnak (1986), vagy ahogy Japánon kívül ismerik az R.B.I. Baseballnak a nagyfelbontású újragondolása. A játék a Namco Museum 64 és a Ms. Pac-Man Maze Madness átiratával karöltve egyike volt azon három játéknak, melyet a Namco megjelentetett a rendszerre, illetve az egyetlen, melyet Japánban is forgalomba hozott. A Famista 64 volt a Namco első Nintendo-platformra megjelent videójátéka 1994 óta; a két vállalat között az 1980-as évek végétől kezdődően számos hosszas vita alakult ki, melynek eredményeként a Namco a Sonyt és a konzolját, a PlayStationt kezdte előnyben részesíteni, annak egyik legdominánsabb külsős fejlesztőjéve válva. A játékot egy a Namco és a Nintendo közötti szerződés értelmében készítették el, melynek keretében az előbbi egy sportjátékot és egy szerepjátékot készíthetett a rendszerre, azonban az utóbbi végül sosem jelent meg.
A játék eredetileg a World Stadium 64 címet kapta és a Namco régóta futó World Stadium baseballsorozatán alapult, melyet a Family Stadium játéktermi megfelelőjének tekintenek, és a tervek szerint 1997. elején kellett volna megjelennie. Chris Bull Namco-szóvivő egy észak-amerikai lokalizációt is bejelentett, azonban az sosem jelent meg. 1997 szeptemberében a Tokyo Game Show keretében a Klonoa: Door to Phantomile és a Namco Museum Encore társaságában megmutatták a játékot a nagyközönségnek, ahol a fejlesztését körülbelül 50%-os elkészültségre tették. A játék animációit a motion capture technika segítségével tervezték meg. A játékot népszerűsítő televíziós reklámban Isikava Maszaru visszavonult baseballozó, az 1984-es szezonban a Pacific League legmagasabb győzelmi arányával rendelkező dobójának járó Legértékesebb Dobójátékos díjának nyertese szerepelt, ahogy az óceán habjaiból kiemelkedve egy dobódobást dob, mellyel a szórakoztatási faktorát és izgalmait szándékoztát kifejezni „óriási léptékben”.

## Fogadtatás
| Szerző       | Értékelés |
| ------------ | --------- |
| Famicú       | 30/40     |
| GameSpot     | [ 10 ]    |
| Joypad       | 70%       |
| N64 Magazine | 68%       |

A Famista 64 megosztottól negatív kritikai fogadtatásban részesült, kiváltképp a tengerentúli ítészek körében — a gyakran kiemelt negatívumok közé tartozik az egyszerű játékmenet és az újrajátszhatósági faktor hiánya. Egyes elemzők azért is csalódásnak adtak okot, amiért a Namco úgy döntött, hogy a platformra készült első címüknek egy sportjátékot készítettek és nem az egyik legsikeresebb PlayStation-játékukat, azon belül is elsősorban a Tekken sorozatot írták át. A játék kereskedelmi sikernek bizonyult, két nap alatt 31 393 példányt adtak el belőle és 1997 novemberének hetedik legkelendőbb játéka lett Japánban. 1998 márciusára a játék a Yoshi’s Story, a Diddy Kong Racing és a Dzsikkjó Powerful Pro jakjú 5 után a negyedik legkelendőbb Nintendo 64-játék lett Japánban.
A GameSpot a magas árfekvése és a lényegretörő játékmenete miatt az importjátékosoknak nehezen ajánlhatónak találta a játékot, megjegyezve, hogy a játékosok inkább türelmesen várják ki az Acclaim Entertainment All-Star Baseball 99 és a Nintendo Major League Baseball Featuring Ken Griffey Jr. című játékainak megjelenését. A GameSpot szerkesztője amiatt is csalódásnak adott hangot, amiért a Namco úgy döntött, hogy a platformra készült első címük egy sportjáték, holott ő abban reménykedett, hogy inkább az olyan játékok átírására fognak összpontosítani, mint a Tekken sorozat vagy a Ridge Racer. Az N64 Magazine szerkesztői is hasonló véleményen voltak, ők úgy gondolták, hogy a vállalatnak egy baseballjáték helyett inkább olyan címmel kellett volna bemutatkoznia a platformon, mint a Rage Racer vagy a Tekken, mivel a baseballjátékok műfaját már így is számos játék képviselte a hardveren. A mesterséges intelligencia által irányított játékosok lassú sebességét és az újrajátszhatósági faktor hiányát is kritizálták. Az IGN a konzol legjobb importjátékait részletező listájában „átlagos” minőségű játéknak sorolta be, megjegyezve, hogy a játék ugyan szórakoztató, azonban nem olyan jó, mint a Konami Dzsikkjó Powerful Pro jakjú sorozata.
A Famicú japán szaklap beválasztotta a játékot az „ezüst hírességek csarnokába” és a szerkesztőinek tetszett a játék egyszerű szereplőábrázolása és játékmenete, illetve az eredeti játékkal szembeni javításai és újdonságai. A GameSpot dicsérte a grafikát a „tiszta, részletes és megkapó” animációk miatt, amely szerintük „nem jellemző a legtöbb N64-játékra”, valamint az „aranyos” stílus és a Nintendo Entertainment Systemre megjelent R.B.I. Baseballhoz hasonló művészeti irányvonal miatt. Az N64 Magazine dicsérte a játék felhasználóbarát természetét, hogy azt úgy tervezték, hogy az új játékosok számára is igazságos és vonzó legyen, illetve a kidolgozott grafikát és az „üdítően” intelligens számítógépes ellenfelet, összegzésként kiemelve, hogy a Famista 64 a rendszer egyik legjobb baseballjátéka. A játék képi világa is elnyerte a tetszésüket annak „menő” mivolta és a motion capture eljárással elkészített animációk révén. Számos publikáció úgy gondolta, hogy a játék segített a Namcónak abban, hogy a két vállalat közötti hosszas viták után újra játékokat készíthessenek a Nintendo hardvereire. Az IGN ezt a Nintendo és a Squaresoft kapcsolatához hasonlította és egy potenciális módnak tekintette a további külső támogatás elnyerésére a Nintendo 64 számára. Az N64 Magazine úgy gondolta, hogy a Namco hajlandóbb lenne támogatni a konzolt, ha a Famista 64 sikernek bizonyul, abban reménykedve, hogy ez a cég sikeres PlayStation-sorozatainak, így a Ridge Racernek az átírásához vezethet.

## Fordítás
- Ez a szócikk részben vagy egészben  a   Famista 64 című angol Wikipédia-szócikk ezen változatának fordításán alapul.  Az eredeti cikk szerkesztőit annak laptörténete sorolja fel. Ez a jelzés csupán a megfogalmazás eredetét és a szerzői jogokat jelzi, nem szolgál a cikkben szereplő információk forrásmegjelöléseként.